# 內東里
內東里位於臺灣高雄市內門區，北邊與東邊為中埔里，南邊與瑞山里隔著二仁溪，西邊則與臺南市龍崎區隔著烏山。此地在日治時期被劃分為中埔庄二保，二次大戰後才獨立出來。清朝時此地即為臺灣府城與羅漢內門之間的交通要地，位於該里西南部的「雁門關」為必經之地，亦為臺陽八景之一的「雁門煙雨」所在地。

## 沿革
該里在清康熙年間已在番仔鹽、夏梅林、虎頭山等地形成聚落，為當時羅漢內門與臺灣府城間的交通要地。而到日治時期之後，由於該里有惡地地形，不易修路，且內門區的交易重心從臺南轉變成高雄，以致失去交通地位。
在日治時期此地劃分為中埔庄二保，民國三十九年（1950年）行政區變更時原本因為位在中埔西邊而打算命名為西門村，後來因為村民覺得不雅而更名為內東村。2010年臺灣行政區改制後，更名為內東里。

## 地理
該里大半地區為山地地形，北半部為烏山山地，南半部則是二仁溪及支流番子鹽溪等沖積而成的河岸平原，是該里精華區，不過整體來說聚落仍相當分散，呈散村形態。

## 聚落莊名

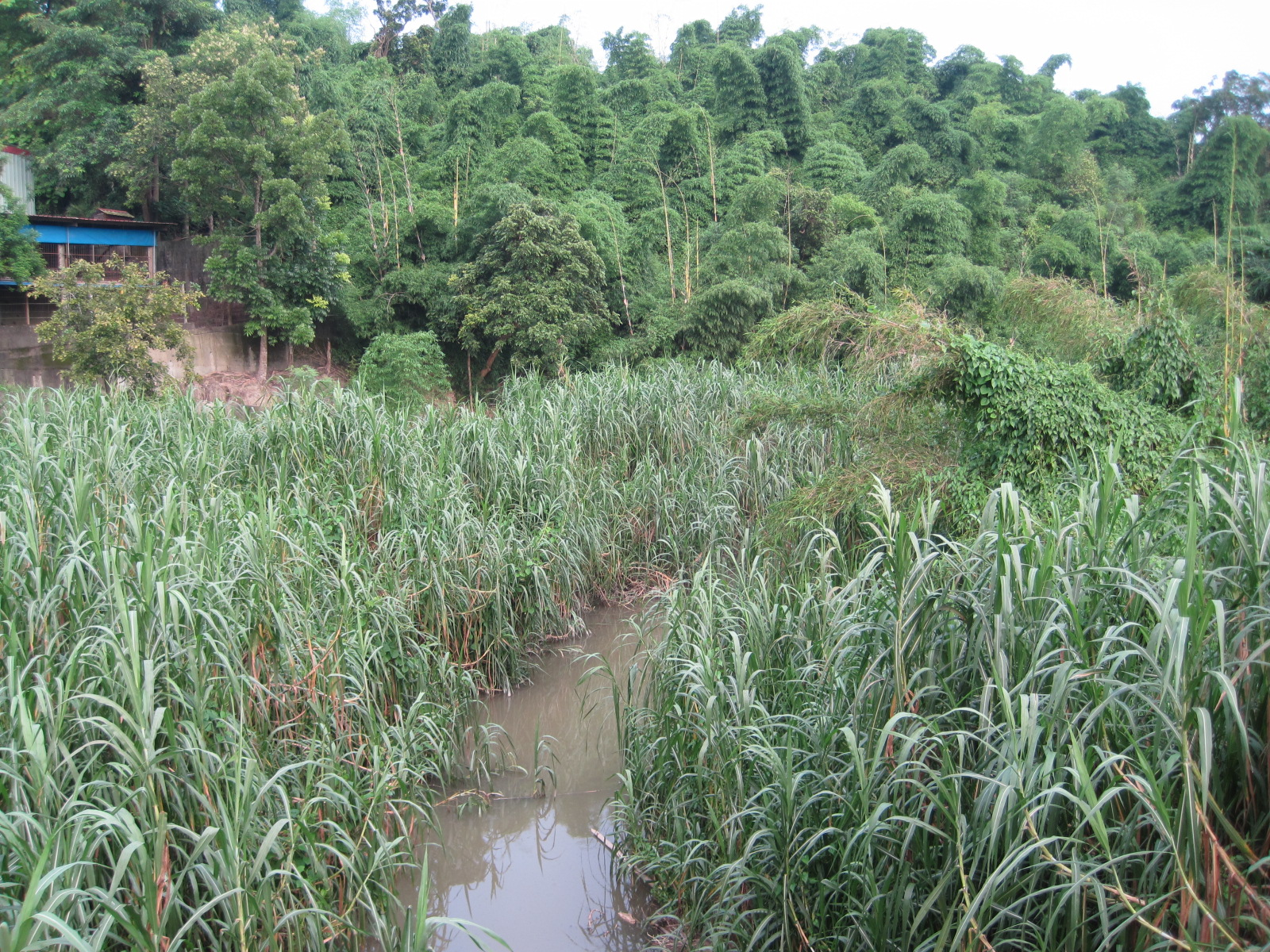
番仔鹽溪

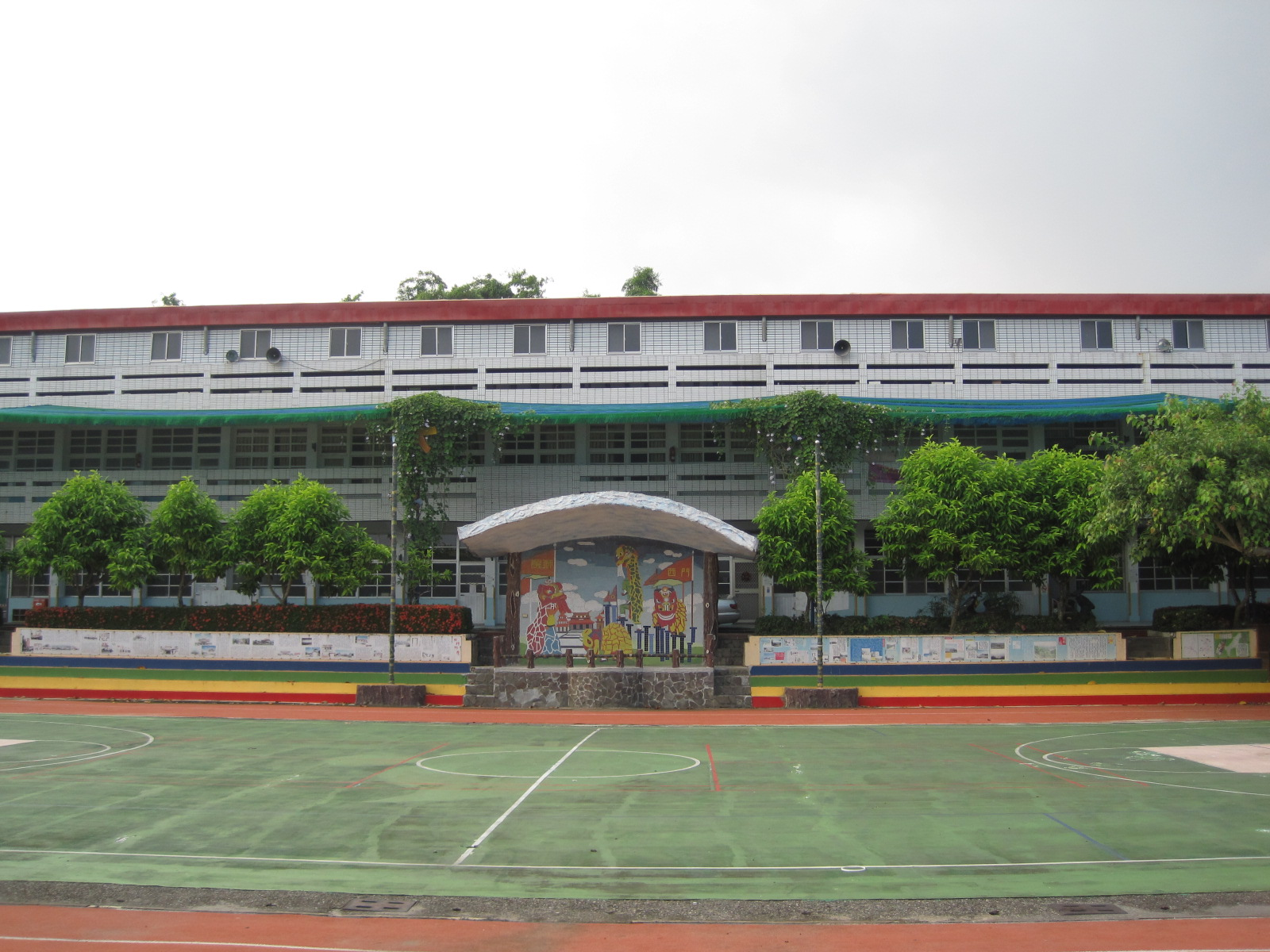
西門國小

- 番仔鹽：為該里第9鄰[4]，其地名由來義說是曾有荷蘭人在此賣鹽之故[2]，但另一說此地在康熙年間稱作番仔庄，可能為大傑巔社的聚落，乾隆二十年（1755年）左右祖籍福建永春州的黃春來此販鹽營生後才改稱番仔鹽，今居民多為黃春後代[4]。庄廟為九龍宮，供奉黃春自原鄉迎來的法主公（張公聖君）[4]。
- 柿子園：又稱黃厝、旗杆腳，為該里第11鄰[5]，因過去先民開墾時有一片柿子林而得名，而其他的名稱則是因為居住於此地，為萃文書院興建時之董事的黃玉華於道光十五年（1835年）時考取貢生，因而興建大厝並立旗杆，故名[2][5]。
- 花籃：又稱花林、夏梅林，為該里第2、3、4鄰，位於該里東南部，虎頭山南邊[6]。一說是先民來此時此地為梅花林而得名[2]，但由於此地地名曾被寫為夏尼藍、霞美林、蝦梅林、霞梅林，故可能是從大傑巔社語音譯而來[6]。於康熙年間左右成庄，過去為雁門關往腳帛寮與觀音亭的交通要地[6]。居民大多姓陳，祖籍漳州漳浦，庄頭廟為神農宮[6]，有宋江獅陣[1]。
- 虎頭山：為該里第1鄰，地名由來是因為地勢有如虎頭一般，由於東埔里那邊有龍潭，故亦有稱為虎穴者[7]。居民以鄭姓為主，祖籍福建省永春州九十都連院前倉內厝，約於乾隆二十年（1755年）左右來此[7]。庄廟為慈雲宮，有民俗藝陣七里響陣[7][1]。
- 大份田：位在虎頭山公墓西邊，花籃西北，為該里第3鄰的一部份，名稱據說是陳姓先民所開墾的良田在清末或日治時期丈量土地時所命名[2][8]。
- 公山仔：又稱岡山仔，據說是過去漢人與原住民（一說荷蘭人）共有的活動地區，故名，為該里第12鄰[9]。居民為明鄭時隨鄭氏自福建漳州漳浦，後來在乾隆年間移居鹽水埔，之後子孫又分支到公山仔、大埔、大份田、過溪仔、尪仔上天等地[9]。
- 茄苳崙：為該里第5鄰，因先民入墾時此地為長著茄苳樹的山崙而得名[10]。
- 茄苳仔：位於該里北邊，在石堀以北，名稱由來是先民開墾時看到許多高大的茄苳樹之故[2]，為通往烏山頂的必經之地，為該里第8鄰[11]。居民以洪姓為大姓，是從北邊的草山頂搬來的[11]。當地居民信奉隨爐主而居的觀音媽，並有組民俗藝陣「桃花過渡陣」[11]。
- 竹坑：位在茄苳仔東邊，為該里第7鄰，雜姓的散村聚落[12]。
- 石堀：又稱石殼內、石碣內，為該里第6鄰，因地形位於番仔鹽溪上游谷地而凹陷如窟而得名，是一個雜姓聚落[13]。
- 鹽水埔：又稱鹹水埔，地名由來是此地谷底平地中央有一略帶鹹味的泉水之故[2]。由於二仁溪曲折之故，須經由瑞山里的過溪仔庄才能到尪仔上天與大埔去[14]。居於此第的陳姓居民先祖來自福建漳州府漳浦縣南門外七都荷衙堡寨裡社，為鄭氏軍隊的武術教頭，原居新化里三舍甲，後遷至此[14]。
- 烏山頭：為該里第14鄰，因位在內門區與臺南龍崎區的烏山稜線上而得名，而在日治時期大正九年（1920年）調整行政區時，此地設有界樁，為臺南州與高雄州的州界，故又稱州界[15]。此地在過去如走西仔反、走日本仔反、走中國仔反時曾為附近甚至臺南新化、關廟等地居民的避難地，但這些遷來的大量居民在局勢平穩後便會回到原居地[15]。
- 尪仔上天：該里第13鄰，為惡地地形，又稱翁仔上天、蓊仔上天、雁仔上天，「雁門煙雨」的雁門關就在此地西邊[16]。其名稱由來有許多說法，一說此地惡地山峰如泥偶（即「尪仔」）或雁子飛上天，故名；又一說此地家庭男主人（尪婿）每天都得上山工作，妻子在家仰望就如同他們登上天際一般[16]。過去是臺灣府城與羅漢內門的必經之地，但現在遠離182號縣道而沒落，居民大多姓陳，祖先原居鹽水埔[16]。
- 王厝：位於該里中央，西門國小西邊，因由王姓家族所居住，所以稱王厝[2]。
- 大埔：位於尪仔上天東北，舊名石頭阬，原有陳姓家族居住，後來遷走後形同廢庄[17]。
- 內店仔：位在長潭（在瑞山里）與番仔鹽之間，過去曾開有數間商店，居民外遷後已廢庄[18]。
- 那邊園仔：位在菁仔園月過番仔鹽溪的西邊，原有呂姓家族居住，現已遷走[19]。

## 學校
- 高雄市內門區西門國民小學

校長：黃寶靚

## 宗教信仰
- 柿子園九龍宮：主祀張公聖君[1]。
- 虎頭山慈雲宮：主祀天上聖母、神農大帝、福德正神[1]。
- 夏梅林神農宮：主祀神農大帝、茄冬仙王[1]。
- 尪仔上天山南宮：主祀五府千歲、福德正神、虎爺將軍[1]。